# Hilda Furacão
Hilda Furacão è una miniserie brasiliana prodotta e presentata da Rede Globo tra il 27 maggio e il 23 luglio 1998, per un totale di 32 episodi.
Scritta da Glória Perez, è tratta dall'omonimo romanzo di Roberto Drummond, con regia di Mauricio Farias e Luciano Sabino, e regia generale di Wolf Maya e Ricardo Waddington.
La vicenda è basata sul romanzo biografico che racconta la storia giovanile della prostituta Hilda Gualtieri Müller , conosciuta nella zona bohemienne di Belo Horizonte come Hilda Furacão .
La protagonista è interpretata da Ana Paula Arósio: al suo fianco, tra gli altri, Rodrigo Santoro, Danton Mello, Eva Todor, Paulo Autran, Thiago Lacerda, Tarcisio Meira e Rogério Cardoso.

## Trama
Hilda è una ragazza dell'alta società di Belo Horizonte, conosciuta per essere "La ragazza con il bikini dorato". Durante il concorso da cui prende quel soprannominativo, incontra un ragazzo di buona famiglia, e i due si fidanzano ufficialmente. 
Prima di sposarsi, Hilda si fa persuadere dalla sua amica per andare da una cartomante. Una volta li, la cartomante le dice che quel ragazzo non sarà colui che sposerà, ma che invece incontrerà la sua anima gemella il "giorno che perderà un sua scarpa amata", e che non sarebbe riuscita a scappare da un destino già scritto. Hilda, adirata, urla contro la cartomante e va via. 
Il giorno del matrimonio, però,  Hilda inizia ad avere dubbi sui propri sentimenti verso lo sposo, quindi lo chiama per farlo tornare a casa e annulla la cerimonia. Iniziano a prenderla per pazza, dicendo che volevano mandarla via, Così Hilda, non sentendosi più capita, scappa di casa e va a vivere in un hotel nel quartiere a luci rosse della città.
Da quel momento diventa la prostituta più famosa di Belo Horizonte, facendosi chiamare Hilda Furacão. Ma il suo cammino è tortuoso: le persone religiose di Belo Horizonte si schierano contro di lei, persino persone con cui era amica prima di diventare una prostituta, e creano un nuovo partito politico. 
Quelle persone decidono di organizzare una marcia insieme all'aspirante santo, Malthus, in cui lui dovrebbe fare il suo primo miracolo, ovvero "scacciare dal corpo di Hilda il diavolo". Arrivati lì, Malthus prova ad esorcizzare Hilda, ed arriva una grande tempesta. In mezzo al casino, mentre tutti provano a mettersi al riparo, Hilda perde una scarpa, scarpa che il santo troverà e terrà.
Da lì Hilda capisce che l'uomo di cui parlava la cartomante era il santo.
Da quel momento Hilda e Malthus incontrano molti ostacoli: lei non vuole che sia lui la sua anima gemella, ma si innamora comunque di lui; lui è molto combattuto, è stato cresciuto per diventare santo ed è troppo devoto a Dio, ma allo stesso tempo non smette di pensare ad Hilda.